# Mampara de dutxa

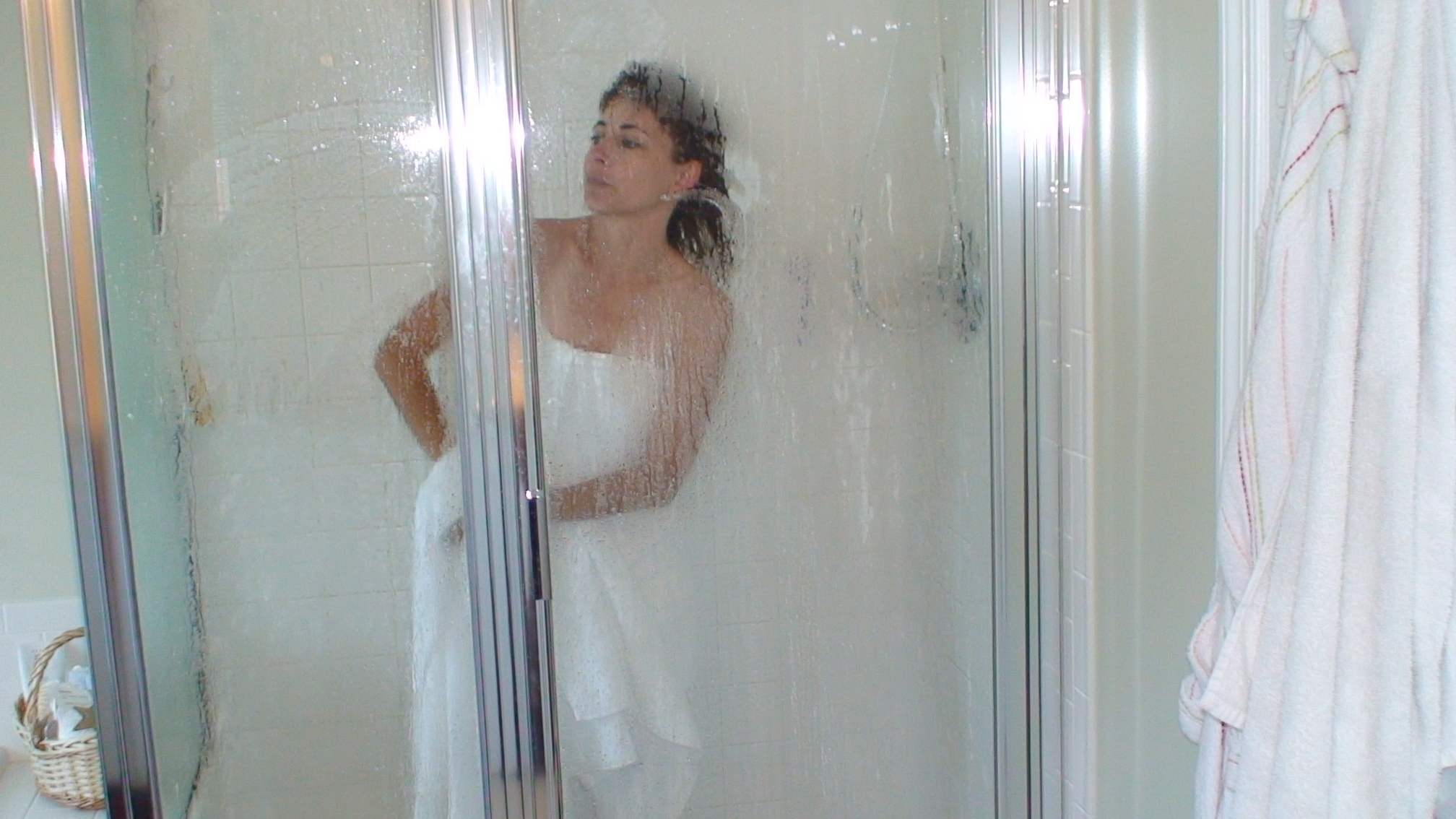
Mampara de dutxa

Una mampara de dutxa és una estructura transparent o translúcida que serveix per a no esquitxar el terra de la cambra de bany, separant per a tal fi l'interior de la dutxa o banyera de la resta de l'habitació.
La mampara de bany sol ser de vidre trempat sense marc o de plàstic translúcid muntat sobre una estructura rígida de metall. Es pot triar entre diferents colors per a l'estructura (de les que en tenen), des del blanc que és el més habitual, al cromat, tant sense brillantor com amb brillantor, encara que en aquest últim se solen notar més les possibles ratllades i és una mica més car que els altres acabats.
La seva funció és la de mantenir seca la cambra de bany en prendre una dutxa, i constitueix una evolució elegant sobre les cortines de plàstic. Davant aquestes, les mampares proporcionen una individualització més perfecta i més higiènica de la dutxa en mancar de plecs en els quals s'acumula la floridura i són més fàcils de netejar. Les mampares són estructures fixes pel que són més difícils de muntar que les cortines en les quals només cal inserir unes argolles en una barra corredissa.

## Cortina de dutxa
La cortina de dutxa és una cortina de plàstic o de tela impermeable que s'ha emprat des de fa temps per a mantenir sec el terra en prendre una dutxa. Té l'avantatge d'una fàcil instal·lació, ja que per muntar una cortina de dutxa només cal inserir unes argolles corredisses i passar-les per una barra subjecta a la paret amb caragols o fins i tot algunes amb un sistema de ressort que no necessita instal·lació. Però en canvi té un inconvenient higiènic davant de la mampara, ja que fa plecs en els quals es poden acumular fongs si no s'assequen bé.
La mampara constitueix una evolució elegant sobre la cortina, ja que davant d'aquesta, proporciona una individualització més perfecta i més higiènica de la dutxa (no té plecs) i és més fàcil de netejar. Com a inconvenient, les mampares són estructures fixes pel que són més difícils de muntar que les cortines.

## Tipus
Tenint en compte que n'hi ha amb marc metàl·lic i sense marc (tot ella de vidre trempat, no pot ser de plàstic). Les mampares de bany es classifiquen segons l'element que vagin a cobrir. Poden ser per a una banyera o per als plats de dutxa.

### Una fulla fixa
Són mampares de només una fulla recta que se subjecten d'una manera fixa a la paret amb un perfil d'alumini o amb una frontissa, i que cobreix la zona de la dutxa, és a dir, tenen per objectiu tapar només una part del total de la banyera, aproximadament la meitat.

### Una fulla batent
Aquest tipus de mampares són iguals que les fixes pel que fa a la mida, la diferència és que aquesta fulla es mou sobre l'eix paral·lel a la paret, permetent així un millor accés a la banyera. Són abatibles tant cap a dins com cap a fora de la banyera en el cas de les que van amb perfil d'alumini, i giren només cap a un costat en el cas de les que van amb frontisses.

### Fulles plegables
Aquestes mampares consten de dues o més fulles que es despleguen, si no es fan servir, es poden plegar les unes sobre les altres, deixant més espai lliure descobert.

### Fulles corredisses
Cobreixen la totalitat del llarg de la banyera i se superposen, encavalcant-se entre elles. Permeten un bon accés a la banyera i bona estanquitat de la zona de bany o dutxa. La zona d'obertura ve donada segons la zona per on s'entre; hi ha diferents combinacions, entre portes corredisses i fixes.
Des del punt de vista decoratiu, els models tradicionals presenten línies rectes que cobreixen el perímetre de la banyera. Les que s'adapten a dutxes raconeres però, poden adoptar formes corbes. Una tendència actual és la de cobrir només la part de la banyera on s'ubica la dutxa i no tot el lateral d'aquesta. D'aquesta manera, es facilita l'entrada i sortida a la mateixa així com el procés de neteja.